# Козероги (Лоевский район)
Козероги (бел. Казярогі) — деревня в Колпенском сельсовете Лоевского района Гомельской области Беларуси.
На востоке граничит с лесом.

## География

### Расположение
В 8 км на северо-запад от Лоева, 54 км от железнодорожной станции Речица (на линии Гомель — Калинковичи), 86 км от Гомеля.

## Транспортная сеть
Рядом автодорога Лоев — Речица. Планировка состоит из 2 прямолинейных, параллельных между собой улиц, соединённых 2 дорогами (ориентированные с юго-востока на северо-запад). На севере к дороге, которая соединяет эти улицы, присоединяется короткая прямолинейная улица. Застройка двусторонняя, деревянная, усадебного типа.

## История
По письменным источникам известна с XIX века как деревня в Лоевской волости Речицкого уезда Минской губернии. Дворянин Кобылянский владел здесь в 1876 году 976 десятинами земли. В 1879 году село в составе Лоевского церковного прихода. Согласно переписи 1897 года действовали школа грамоты, хлебозапасный магазин.
С 8 декабря 1926 года до 17 июля 1986 года центр Козерожского сельсовета Лоевского, с 25 декабря 1962 года Речицкого, с 30 июля 1966 года Лоевского районов Речицкого, с 9 июня 1927 года Гомельского (до 26 июля 1930 года) округов, с 20 февраля 1938 года Гомельской области.
В 1929 году действовала начальная школа. В 1930 году организован колхоз, работали 4 ветряные мельницы. Во время Великой Отечественной войны оккупанты в 1943 году сожгли 166 дворов и убили 27 жителей. В боях за деревню 17 октября 1943 года отличился командир роты Н. И. Михайлов (присвоено звание Герой Советского Союза). Погибли 276 советских солдат 65-й армии (похоронены в братской могиле в сквере). В числа похороненных Герои Советского Союза В. В. Гусев, И. А. Мордасов, С. А. Попов, Н. К. Романов и узбекский поэт Султан Джура. Согласно переписи 1959 года в составе колхоза «Дружба» (центр — деревня Колпень). Расположены начальная школа, клуб, библиотека, фельдшерско-акушерский пункт, швейная мастерская, магазин, отделение связи.

## Население

### Численность
- 1999 год — 89 хозяйств, 190 жителей.

### Динамика
- 1795 год — 23 двора 104 жителя:56 мужчин,48 женщин.
- 1850 год — 36 дворов 216 жителей.
- 1897 год — 85 дворов, 571 житель (согласно переписи).
- 1908 год — 131 двор, 779 жителей.
- 1929 год — 1015 жителей.
- 1940 год — 185 дворов.
- 1959 год — 607 жителей (согласно переписи).
- 1999 год — 89 хозяйств, 190 жителей.